# Moreda (Granada)
Moreda es una localidad española perteneciente al municipio de Morelábor, en la provincia de Granada. Está situada en la parte meridional de la comarca de Los Montes. Cerca de esta localidad se encuentran los núcleos de Laborcillas, Gobernador, Huélago, Delgadillo, Píñar, Bogarre y Torre-Cardela.
La estación de Moreda es uno de los más importantes nudos ferroviarios de Andalucía Oriental, donde confluyen las líneas que vienen de Granada y Almería, para dirigirse ya juntas desde ahí hacia Linares y Madrid.

## Historia
A mediados del siglo XVIII del documento de la Biblioteca Nacional Las Vecindades de Andalucía se obtiene el dato de que Moreda era una villa de señorío con más treinta vecinos y bajo la jurisdicción de la marquesa de Motilla.
Moreda fue un municipio hasta 1974, cuando se fusionó junto con Laborcillas en un solo municipio llamado Morelábor —de la unión de las dos primeras sílabas de los nombres de ambas poblaciones—, recayendo la capitalidad municipal en el núcleo moredano.

## Demografía
| Gráfica de evolución demográfica de Moreda entre 1842 y 1970 |
| |
| Población de derecho según los censos de población del INE Población de hecho según los censos de población del INEEn 1857 disminuye el término del municipio porque independiza a Laborcillas En 1974 este municipio desaparece porque se agrupa en el municipio Morelabor |

## Cultura

### Fiestas
Su feria de verano se celebra cada año el segundo fin de semana del mes de agosto, y las fiestas patronales tienen lugar los días 1, 2, 3 y 4 de mayo en honor a la Santa Cruz, patrona de la localidad.
El sábado más próximo al 15 de mayo se celebra San Isidro Labrador con una romería a la estación de ferrocarril de Moreda.